# Дорнішоара
Дорнішоара (рум. Dornișoara) — село у повіті Сучава в Румунії. Входить до складу комуни Пояна-Стампей.
Село розташоване на відстані 318 км на північ від Бухареста, 100 км на південний захід від Сучави, 122 км на північний схід від Клуж-Напоки.

## Населення
За даними перепису населення 2002 року у селі проживали 348 осіб, з них 344 особи (98,9%) румунів. Рідною мовою 344 особи (98,9%) назвали румунську.